# Dabos JD.24P D'Artagnan

## Historique
Le Dabos JD.24 a été étudié par Jean Dabos et réalisé à Auch avec la collaboration de M. Courtade. 
Il effectue son vol inaugural à Toulouse-Blagnac le dimanche 10 mars 1963 aux mains de son concepteur. Prêt depuis plusieurs mois, ce premier vol a été repoussé de plusieurs mois à la suite de la maladie de son concepteur.
L’unique exemplaire immatriculé au registre français F-PJSV (immatriculation provisoire F-WJSV) a été mis en œuvre par son concepteur, Jean Dabos, durant les années 1960. Il a même fait une escapade sur le terrain de Biggin Hill Airport dans le Kent, en mai 1967.
Cet appareil unique a été préservé au musée régional de l'air d'Angers-Marcé.

## Description technique
Le Dabos JD.24 est un petit bimoteur de tourisme, biplace en tandem, à train classique. Avant son premier vol, l’appareil a subi quelques modifications. La dérive a en particulier été redessinée à la suite de l’adoption de deux moteurs 4 cylindres à refroidissement par air Potez 4E-20 prêtés par le SFATAT. 